# سرگزی
سرگزی روستایی در دهستان مارگان بخش مرکزی شهرستان هیرمند در استان سیستان و بلوچستان است.

## طایفه سرگزی سیستان
طایفه سرگزی سیستان در اطراف دریاچه هامون سکنی داشتند.تاریخ دانان  بر این باورند که طایفه سرگزی یکی از قدیمی ترین و اصیل ترین طوایف فارسی سیستان هستند که آداب رسوم و زبانشان را حفظ کردند
طوایف بومی فارسی دریاچه هامون:ریشه مشترک (گاودار،صیاد،کریم کشته،بزی،سرگزی)کتاب محمد اعظم سیستانی